# Sara Dylan
Sara Dylan (nacida como Shirley Marlin Noznisky; Wilmington, Delaware, 25 de octubre de 1939) es una actriz y exmodelo estadounidense, conocida principalmente por ser la mujer del músico Bob Dylan y madre de cuatro de sus hijos. Durante su matrimonio con Hans Lownds fue llamada Sara Lownds.
Contrajo matrimonio con Dylan en noviembre de 1965 y se divorció de él en junio de 1977. Interpretó el papel de Clara en la película Renaldo and Clara, dirigida por Dylan, descrita por un biógrafo del músico como «en parte un tributo a su mujer».

## Biografía

### Infancia
Shirley Marlin Nozinsky nació en Wilmington, Delaware, el 25 de octubre de 1939. Sus padres, ambos de ascendencia judía, eran Isaacc, que nació en Polonia en 1894 y se convirtió en ciudadano estadounidense en 1912, y Bessie Nozinsky. Isaac estableció un negocio de chatarra en el South Claymont Street de Wilmington. Fue asesinado a disparos por un compañero inmigrante de la Europa del Este en estado de ebriedad el 18 de noviembre de 1956. El matrimonio tuvo también otro hijo, Julius.
En 1959, Shirley se trasladó a Nueva York y contrajo matrimonio con el fotógrafo Hans Lownds. Lownds la persuadió de que cambiara su nombre por el de Sara, declarando: «No puedo estar casado con una mujer que se llama Shirley».

### Matrimonio con Hans Lownds
Sara y Hans vivieron en una gran casa de cinco pisos en la 60th Street de Manhattan, entre la segunda y la tercera avenida. Sara emprendió una carrera como modelo y apareció en Harper's Bazaarr como "la encantadora y exquisita Sara Lownds", antes de quedar embarazada. Su hija, Maria, nació el 21 de octubre de 1961. Al año de nacer, su matrimonio comenzó a fallar. Sara comenzó a ir por su cuenta, conduciendo por la ciudad un coche deportivo MG que Hans le regaló, y comenzó a gravitar por la escena juvenil de Greenwich Village. Según Peter Lownds, hijo de Lownds de su matrimonio anterior, fue en este momento cuando conoció a Bob Dylan. Según Peter: «Bob fue la razón por la que dejó a Hans. Él era famoso y ella era muy guapa». Sara también tenía una amiga, Sally Buchler, que se casó con Albert Grossman, representante del músico. Bob y Sara fueron invitados a la boda en noviembre de 1964.
Después de separarse, Sara comenzó a trabajar como secretaria de la división de producción cinematográfica de Time-Life, donde cineastas como Richard Leacock y D.A. Pennebaker quedaron impresionados con su ingenio. Según Pennebaker: «Se suponía que debía ser secretaria, pero dirigía el lugar». Sara introdujo a Pennebaker en el mundo de Dylan y Grossman, y el director hizo el documental Don't Look Back sobre la gira británica del músico en abril de 1965.

### Matrimonio con Bob Dylan
Lownds y Dylan comenzaron una relación sentimental a finales de 1964. Poco después, se mudaron a habitaciones separadas del hotel Chelsea para estar cerca el uno del otro. Robert Shelton, biógrafo de Dylan, que conoció a la pareja a mediados de la década de 1960, escribió que «Sara tenía un espíritu gitano, pareciendo sabia para su edad, bien informada acerca de la magia, el folclore y la sabiduría tradicional».
En septiembre de 1965, Dylan comenzó su primera gira «eléctrica» por los Estados Unidos, respaldado por The Band. Durante un descanso de la gira, Dylan contrajo matrimonio con Sara, embarazada de Jesse, el 22 de noviembre de 1965. La boda tuvo lugar bajo un roble a las afueras de las oficinas del juzgado en Long Island. Según Sounes, los únicos invitados a la boda fueron Albert Grossman y una dama de honor para Sara. Algunos amigos de Dylan, incluyendo el músico Ramblin' Jack Elliott, afirman que, conversando poco después de la boda con Dylan, éste negaba que se hubiera casado. La periodista Nora Ephron fue la primera en hacer pública la noticia en The New York Post en febrero de 1966 con el titular: «Silencio. ¡Bob Dylan está casado!».
Bob y Sara tuvieron cuatro hijos: Jesse, Anna, Samuel y Jakob. Dylan también adoptó a Maria, hija de Sara en su matrimonio anterior. Durante sus años de estabilidad doméstica, vivieron en Woodstock, a las afueras de Nueva York.
En 1973, Bob y Sara vendieron su casa de Woodstock y compraron una propiedad en Point Dume, una península al norte de Malibú. En ella comenzaron a construir una casa de grandes dimensiones, y su consiguiente remodelación duró otros dos años. Sounes escribió que durante este periodo comenzaron a aparecer las tensiones en el matrimonio. La pareja aun conservó una casa en Manhattan. En abril de 1974, Dylan comenzó a tomar clases de arte con el artista Norman Raeben en Nueva York. Dylan comentó en una entrevista que las lecciones de arte causaron problemas en su matrimonio: «Me fui a casa después del primer día y mi mujer nunca me entendió a partir de entonces. Fue cuando nuestro matrimonio comenzó a romperse. Nunca sabía de lo que estaba hablando, lo que pensaba, y yo no podía explicárselo».
A pesar de estas tensiones, Sara acompañó a Dylan en gran parte de la primera etapa de la gira Rolling Thunder Revue, de octubre a diciembre de 1975. La gira formó el telón de fondo para el rodaje de la película Renaldo and Clara. Sara apareció en varias escenas de esta película semiimprovisada, interpretando el papel de Clara. Joan Báez, antigua amante de Dylan, también interpretó un papel destacado en la película como la mujer de blanco. En una escena, Báez pregunta a Dylan: "¿Qué hubiera pasado si alguna vez nos hubiéramos casado, Bob?", a lo que Dylan responde: "Me casé con la mujer que quiero". Sounes sugiere que la película pudo haber sido en parte un homenaje a la esposa de Dylan, dado que la compañía productora, Lombard Street Films, fue nombrada por la calle de Wilmington donde Sara nació.
Durante el proceso de divorcio, Sara fue representada por el abogado Marvin Mitchelson. Mitchelson estimó que el acuerdo aceptado valía alrededor de 36 millones de dólares e incluyó "la mitad de los derechos de autor de las canciones escritas durante el matrimonio". Según el biógrafo Michael Gray: «Una condición del acuerdo fue que Sara debía guardar silencio sobre la vida privada de Dylan. Y ella lo ha hecho». Dylan y Sara mantuvieron una relación de amistad después del divorcio, y según Clinton Heylin, la fotografía de Dylan en una ladera de Jerusalén, incluida en la funda interior del álbum Infidels, fue tomada por su antigua esposa.
Hablando sobre el matrimonio de sus padres, Jakob dijo en 2005: «Mi padre lo dijo él mismo en una entrevista hace muchos años: "Fallaron el esposo y la mujer, no el padre y la madre". Mi ética es alta porque mis padres hicieron un buen trabajo».